# Dendronephthya roemeri
Dendronephthya roemeri är en korallart som beskrevs av Kükenthal 1911. Dendronephthya roemeri ingår i släktet Dendronephthya och familjen Nephtheidae. Inga underarter finns listade i Catalogue of Life.